# Orkiestra dęta OSP Wilamowice
Orkiestra dęta OSP Wilamowice – orkiestra dęta z Wilamowic, powstała w roku 1890. Jej założycielem był Józef Foks, miejscowy organista, który uczył gry na instrumentach pierwszych uczniów. W 1935 r. orkiestra przyjęła nazwę "Orkiestry Strzeleckiej" a nowym kapelmistrzem został Stanisław Formas. Po zakończeniu II wojny światowej orkiestra podlegała zakładom Lniarskim i ponownie zmieniła nazwę na "Orkiestrę Fabryczną". W 1989 roku Orkiestra odrodziła się na nowo pod skrzydłami OSP.
W 2001 roku nastąpiła zmiana kapelmistrza, funkcję objął absolwent Akademii Muzycznej w Krakowie Mariusz Płonka, a prezesem orkiestry został Tomasz Zontek.

## Nagrody
- Nagroda Senatora RP Tadeusza Rzemykowskiego na XIII Ogólnopolskim Festiwalu Orkiestr OSP w 1995 r. w Chodzieży,
- Nagroda Ministra Kultury i Sztuki na XIV Regionalnym Przeglądzie Orkiestr OSP w 1996 r. w Wadowicach,
- Grand Prix i I miejsce na XVII ogólnopolskim Festiwalu Orkiestr Dętych OSP w Warszawie,
- Grand Prix na Międzynarodowym Konkursie Instrumentów Dętych w Mielcu 2007,
- I miejsce na XIX Ogólnopolskim Festiwalu Orkiestr Dętych OSP 2007 r. w Krynicy-Zdroju[1]